# Berwick St Leonard
Berwick St Leonard – wieś w Anglii, w hrabstwie Wiltshire. Leży 23 km na zachód od miasta Salisbury i 146 km na zachód od Londynu.